# Goethe & Hafis Verlag
Der Goethe & Hafis Verlag ist ein kleiner im Jahr 2001 von Jalal Rostami Gooran gegründeter Verlag mit Sitz in Bonn. Der Verlagsgründung ging die Eröffnung 1994 der Goethe & Hafis Buchhandlung voraus.

## Verlagsprofil

### Verlagskonzept
Das wachsende Interesse der Dichter und Denker des Westens an orientalischer Lektüre führte dazu, dass die Poeten des Orients in Europa mehr und mehr an Bekanntheit erlangten. Die Verbundenheit, die Johann Wolfgang von Goethe zum persischen Dichter Hafis verspürte, angeregt durch die Lektüre seines Werkes Diwan, inspirierte die Namensgebung des Verlages.
Der Verlag betrachtet es als Aufgabe, diese Literatur im Zeitalter der Globalisierung, wieder zu entdecken und zu schützen, um geistige Brücken zu schlagen. Dem Begriff der „Weltliteratur“ komme so eine völlig neue und sinnfällige Bedeutung zu.

### Verlagsprogramm
Das Verlagsprogramm umfasst neue Auflagen alter orientalischer Werke, die bereits vergriffen waren, sowie Reiseberichte und Gedichtbände mit Bezug zum Orient. Unter der Edition Pajam werden auch belletristisch-moderne Werke zeitgenössischer Schriftsteller und Künstler des Westens und Ostens veröffentlicht.